# Детройт, Марселла
Марсе́лла Леви́ (англ. Marcella Levy, род. 21 июня 1952, Детройт, США), известная под сценическими именами Марси́ Леви́ (англ. Marcy Levy) и, позднее в её карьере, Марсе́лла Детро́йт (англ. Marcella Detroit) — американская певица, гитаристка и автор песен. Во второй половине 1970-х годов принимала участие в концертах и студийных записях Эрика Клэптона, в 1977 году совместно с ним написала песню «Lay Down Sally», поднявшуюся на 3-е место чарта Billboard Hot 100. В 1982 году выпустила свой дебютный сольный студийный альбом Marcella. В 1988 году присоединилась к проекту Shakespears Sister, который создала экс-участница группы Bananarama Шэвон Фахи. Первые два студийные альбома группы, Sacred Heart (1989) и Hormonally Yours (1992), попали в альбомный британский чарт (UK Albums Chart) Top 10, наиболее успешный хит «Stay», в котором Детройт исполнила ведущую вокальную партию, продержался на первой позиции в британском чарте синглов UK Singles Chart восемь недель подряд. После того, как Марселла Детройт ушла из группы (в 1993 году), её сольный сингл 1994 года «I Believe» попал в британский чарт UK Top 20. В 2002—2009 годах Детройт выступала и записывалась с группой The Marcy Levy Band. В 2010 году она заняла третье место в шоу Popstar to Operastar на канале ITV.
Помимо работы с Эриком Клэптоном Марселла Детройт в разное время участвовала в записях и концертах Боба Сигера, Леона Рассела, Стэнли Кларка, Элтона Джона, Джорджа Терри, Алекса Диксона, Марселлы Пуппини, групп Aurora, Vacuum, Loverush U.K. и других исполнителей.

## Биография

### 1970—1987: Ранние выступления и дебютный альбом
Марселла Леви (Детройт) родилась 21 июня 1952 года в Детройте. Закончив школу и выбрав карьеру музыканта в начале 1970-х годов она выступала с различными детройтскими музыкальными группами. Первым известным исполнителем, с которым Марселла Детройт стала сотрудничать, был Боб Сигер. Он заметил певицу на выступлении в составе группы Julia и пригласил её вместе с другими музыкантами этой группы участвовать в своём гастрольном туре. Помимо концертных выступлений Марселла Детройт принимала участие в студийной работе Боба Сигера, исполнив, в частности, бэк-вокальные партии в его альбоме Back in ’72. Запись этого альбома проходила в студии Леона Рассела Grand Lake studio. Рассел, познакомившись в ходе этой записи с Марселлой Детройт, пригласил её поучаствовать в своём предстоящем концертном турне. После выхода альбома Back in ’72 певица некоторое время гастролировала с Бобом Сигером, а затем по приглашению бывших участников группы Сигера, клавишника Дика Симса и ударника Джейми Олдейкера, приехала в город Талса, чтобы создать вместе с ними новый музыкальный проект. Там её выступление увидел Эрик Клэптон, который в это время собирал свой гастрольный коллектив, и предложил Марселле Детройт, Дику Симсу и Джейми Олдейкеру поработать вместе с ним. Приняв его предложение, вокалистка присоединилась к группе только через девять месяцев, поскольку была связана обязательствами участвовать в гастролях Леона Рассела. По окончании гастролей с Расселом в течение последующих четырёх лет своей карьеры Марселла Детройт пела в составе гастрольной группы Клэптона. При этом её сотрудничество с Эриком Клэптоном не ограничилось концертными выступлениями. Она также записывала бэк-вокал в его альбомах и даже стала соавтором его песен. Первым альбомом, в котором Марселла Детройт записала бэк-вокальные партии, был альбом 1975 года There’s One in Every Crowd. В дальнейшем бэк-вокал Детройт был записан в большинстве известных песен Эрика Клэптона, включая «Lay Down Sally» (соавтором которой была сама Марселла Детройт), «Promises» и «Wonderful Tonight». Также она стала соавтором песен «Innocent Times» и «Hungry» из альбома 1976 года No Reason to Cry. Более того, Марселла Детройт спела дуэтом с Клэптоном в совместно написанной с ним песне «The Core» с альбома 1977 года Slowhand и исполнила ведущую вокальную партию в песне «Roll It» с альбома 1978 года Backless, в написании которой вокалистка также принимала участие. Помимо работы в группе Клэптона Марселла Детройт время от времени сотрудничала с другими исполнителями, в частности, она спела в композиции Элиса Купера «Millie and Billie», включённой в альбом 1978 года From the Inside.
В период работы с Эриком Клэптоном, в середине и второй половине 1970-х годов, Марселла Детройт пробовала записать свой сольный альбом. Предполагалось, что он будет выпущен компанией RSO Records. Продюсированием записи должен был заняться Дэвид Фостер. Работа над альбомом была начата, но до конца не закончена и отложена на неопределённое время. Продолжить работу над сольным альбомом Марселла Детройт смогла только после ухода из группы Клэптона. Для создания, доработки и записи музыкального материала вокалистка переехала в Лос-Анджелес. Продолжив работать над своим альбомом на новом месте Детройт не стала прекращать сотрудничать с другими музыкантами. Она принимала приглашение записать вокальные партии или сочинить песни от многих исполнителей. Как сессионная вокалистка Марселла Детройт работала с Аретой Франклин, Бертом Бакараком, Джорджем Дюком, Стэнли Кларком, Элом Джэрро, Бетт Мидлер, Лео Сейером, Мелиссой Манчестер, Кэрол Байер-Сейджер, Джерри Либером и Майком Столлером и другими музыкантами. Писала песни (в том числе как соавтор) для Чаки Хан, Белинды Карлайл и Эла Джэрро. В числе успешных синглов, в которых Марселла Детройт записывала бэк-вокал, были, например, «Lookin’ for Love» Джонни Ли (5-е место в Billboard Hot 100 и 1-е место в Hot Country Songs, 1980) и «Help Me!» Робина Гибба (50-е место в Billboard Hot 100, 1980). Песня «Help Me!», в которой Детройт и Гибб спели дуэтом, известна тем, что была включена в саундтрек фильма «Таймс-сквер». Кроме того, Марселла Детройт спела дуэтом с Джимми Раффином в его песне «Where Do I Go» с альбома 1980 года Sunrise и записала песню «Somebody to Love» для саундтрека фильма «Поп Америка» 1981 года. Запись своего дебютного альбома Марселла Детройт завершила в 1982 году. Он был выпущен лейблом Epic Records под названием Marcella. Все песни были написаны Марселлой Детройт в основном в соавторстве с Ричардом Фелдманом. Альбом оказался коммерчески неудачным. Он не попал ни в один из чартов. По этой причине намеченный концертный тур, в который Детройт пригласил Джон Мелленкамп, был отменён.
В 1985 году Марселла Детройт возобновила сотрудничество с Эриком Клэптоном. Она сочинила вместе с Ричардом Фелдманом песню «Tangled in Love» для альбома Клэптона Behind the Sun, а также записала бэк-вокальные партии для большинства песен этого альбома. Затем в течение года выступала с группой Эрика Клэптона на концертах, включая концерт Live Aid в Филадельфии. По окончании гастрольного турне с Клэптоном Марселла Детройт вернулась в Лос-Анджелес и продолжила заниматься песнями для своего проекта, одновременно участвуя в записях других музыкантов как сессионная вокалистка. Она записала помимо прочего совместно с Дайэнн Ривз альбом Ballerina (1985), в котором исполнила песни «Ballerina», «Pretty Polly» и «Always A Woman In Love», спела дуэтом с Максом Карлом песню «Come and Follow Me» для фильма «Короткое замыкание» (1986) и приняла участие в записи саундтрека к фильму «Мак и я», спев песню «You Knew What You Were Doing» (1988).

### 1988—1993: Shakespears Sister
Во второй половине 1980-х годов Ричард Фелдман познакомил Марселлу Детройт с одной из солисток группы Bananarama Шэвон Фахи. В тот момент Фахи планировала уйти из группы и создать свой собственный проект Shakespears Sister. Фелдман предложил Детройт совместно написать музыкальный материал для нового проекта Фахи. Марселла Детройт согласилась и начала записывать с Фелдманом новые песни. В процессе работы по совету Фахи Марселла сменила сценическое имя, чтобы «уйти от своей сущности/прошлого, связанного по большей части с бэк-вокалом, начав тем самым как бы новую жизнь». Так вместо имени Марси Леви появилось имя Марселла Детройт. Во время подготовки к выпуску первых синглов и первого альбома проекта Shakespears Sister Детройт работала с Ричардом Фелдманом и Шэвон Фахи как приглашённый автор песен. Но всё изменилось после того, как Дэвид Стюарт (который в то время был мужем Фахи) предложил превратить Shakespears Sister в дуэт Фахи и Детройт. Эту идею поддержали все, и Фелдман, и менеджмент Шэвон Фахи и представители компании London Records. Официально участницей дуэта Детройт стала после выхода в 1988 году первого сингла Shakespears Sister под названием «Break My Heart (You Really)» / «Heroine». Первый сингл оказался не очень удачным, не попав на высокие места в чартах. Зато второй сингл «You’re History» попал в «первую десятку» UK Singles Chart. Удача вслед за вторым синглом сопутствовала и первому альбому дуэта Sacred Heart — альбом стал золотым по итогам продаж в Британии. Позднее выпущенные третий и четвёртый синглы с диска Sacred Heart, «Run Silent» и «Dirty Mind», повторили неудачу первого сингла, не попав в Top 50 британского чарта.
В конце 1991 года дуэт Shakespears Sister выпустил первый сингл со своего второго альбома Hormonally Yours под названием «Goodbye Cruel World». Повторив историю выхода первого альбома, первый сингл не имел коммерческого успеха, не попав в британский Top 50, в то время как второй сингл «Stay» поднял дуэт на самую вершину хит-парада. Поднявшись на первую строчку в британском чарте синглов, он оставался там восемь недель подряд. Кроме того, «Stay» занял высокие места в чартах других стран, включая 4-е место в Billboard Hot 100. По итогам года сингл оказался на 4-м месте по продажам в Великобритании за 1992 год. Вышедший через месяц после сингла «Stay» альбом Hormonally Yours стал дважды платиновым по системе сертификации BPI. Последующие синглы Shakespears Sister также оказались сравнительно популярными: «I Don’t Care» занял 7-е место в чарте, «Hello (Turn Your Radio On)» — 14-е место, переиздание «Goodbye Cruel World» — 32-е место.
Коммерческий успех Shakespears Sister сопровождался нарастающей напряжённостью между участницами дуэта. Это стало сказываться на творческой деятельности, в частности, из-за проблем личного характера, возникших у Шэвон Фахи, пришлось отменить концерт Shakespears Sister в Альберт-холле. Чтобы успокоить ситуацию Фахи и Детройт решили сделать перерыв в работе проекта Shakespears Sister. Шэвон Фахи использовала наступивший перерыв для того, чтобы просто побыть со своей семьёй, а Марселла Детройт начала записывать свой сольный альбом, над материалом к которому она в то время работала. Пауза в работе проекта отрицательно сказалась на вышедшем сингле «My 16th Apology», пятом и последнем с альбома Hormonally Yours. При отсутствии «продвижения» он поднялся лишь до 63-го места в британском чарте. О том, что Шэвон Фахи больше не будет записываться и выступать в дуэте, Марселла Детройт узнала от издателя Фахи на церемонии вручения Премии Айвора Новелло 1993 года, когда альбом Hormonally Yours получил награду как «Лучший современный сборник песен» («Best Contemporary Collection of Songs»). Детройт и Фахи не разговаривали и не виделись друг с другом с того времени в течение двадцати пяти лет, пока не договорились о встрече в 2018 году.

### 1994—2001:Jewel,FeelerиDancing Madly Sideways
Завершив работу в дуэте Shakespears Sister в 1993 году Марселла Детройт начала свою сольную карьеру, сохранив контракт с лейблом London Records. Её второй студийный альбом (и первый после выступлений в Shakespears Sister) Jewel вышел в марте 1994 года. Ему предшествовал выпуск сингла «I Believe», поднявшегося до 11-й позиции в чарте британских синглов. Сам альбом достиг 15-го места, по итогам продаж Jewel стал серебряным по системе сертификации BPI. Сольная запись Детройт получила противоречивые оценки музыкальных критиков, в частности, Аарон Бэджли в издании AllMusic отметил, что «складывается впечатление, что [Chris Thomas] направляет Марселлу в танцевальные ритмы середины 90-х, которые не всегда согласуются с характером её собственного звучания». После выхода альбома последовал выпуск ещё трёх синглов — «Ain’t Nothing Like the Real Thing» (в дуэте с Элтоном Джоном, занял 24 место в чарте) «I’m No Angel» (занял 33 место в чарте) и «Perfect World» (занял 100 место в чарте).
При отсутствии контракта с определённой звукозаписывающей компанией (Марселла Детройт расторгла контракт с London Records в 1995 году) распространением её третьего студийного альбома Feeler, изданного в сентябре 1996 года, занималось сразу несколько лейблов: в Великобритании выпуском альбома занималась компания AAA Records, в одной части европейских стран — Mega Records, в другой части — Silvertone Records, в Японии — Sony Records. Feeler не попал ни в один из национальных альбомных чартов, кроме чарта Японии, в котором занял 82-ю позицию. В поддержку альбома было выпущено четыре сингла: «I Hate You Now...», «Somebody’s Mother», «Boy» и «Flower». Из них «I Hate You Now…» занял в чарте 107 место, а «Boy» — 102 место. Помимо студийного альбома в 1996 году был выпущен концертный альбом Without Medication Plus MTV "Buzz Live", который был предназначен только для японских слушателей с целью продвижения певицы на местном музыкальном рынке. В этом же году Детройт сыграла роль ангела (как специально приглашённая звезда) в двух сериях ситкома «Ещё по одной». В этом фильме прозвучали пять песен Марселлы Детройт, которые вышли в 1999 году как отдельный мини-альбом Abfab Songs. Также в 1999 году певица выпустила двойной CD-альбом с демозаписями Demoz.
Четвёртый сольный альбом Марселлы Детройт Dancing Madly Sideways был выпущен в июле 2001 года собственной независимой компанией певицы Banned Records, которая позже сменила название на Lofi Records. Выпуску альбома предшествовал выход сингла «Lust for Like» и EP-альбома Marcella Detroit. Limited Edition с тремя семплами. Как альбом, так и сингл с EP не попали ни в один из чартов. В этом же году Марселла Детройт приняла участие в студийной работе группы Aurora, записав, в частности, вокальную партию в композиции «If You Could Read My Mind».

### 2002—2008: Marcy Levy Band
После выхода альбома Dancing Madly Sideways Марселла Детройт собрала группу, состоящую из исполнителей блюза, назвав её Marcy Levy Band. В группу вошли Майкл Фелл (гармоника), Джоб Страйлз (гитара), Рик Рид (бас-гитара) и Макс Бангвелл (ударные). Рассказывая о своём новом проекте певица отметила, что Marcy Levy Band является мечтой о «возвращении к моим корням, к тому, что меня впервые вдохновило. Поэтому я решила связаться со своими друзьями, играющими блюз, чтобы собраться вместе и записать свой материал». Дебютный мини-альбом группы Button Fly Blues был выпущен ограниченным тиражом в 2003 году. Издатель альбома был обозначен на обложке как Handmade Records. Помимо работы со своей блюзовой группой Марселла Детройт в этот период принимала участие в гастролях Карлоса Гитарлоса (в 2004 году) и в записи его альбома Hell Can Wait (в 2005 году). Также Детройт сочиняла песни для Шарлотты Чёрч, Алекс Паркс и других исполнителей. Студийный альбом группы Marcy Levy Band The Upside of Being Down вышел в июле 2006 года. Записан и издан он был на лейбле Lofi Records. После записей со своей группой Марселла Детройт приняла участие в записи синглов группы Loverush UK! «Mystery to Me» в апреле 2007 года и группы Vacuum «My Friend Misery» в 2008 году.

### 2009—2018: Popstar to Operastar,The VehicleиGray Matterz
После роспуска группы Marcy Levy Band в 2009 году Марселла Детройт как и ранее продолжала работать с другими музыкантами. В частности, она участвовала в записи треков «Fantasy» и «Paint You a Picture» с альбома 2009 года Rising from the Bushes Алекса Диксона, внука знаменитого американского блюзмена Вилли Диксона. Одновременно с этим певица вела работу над двумя своими студийными альбомами. Первый из них, Skin I’m In, продюсировал Ларри Кляйн, второй, The Vehicle, Детройт записывала сама с помощью приглашённой из Лос-Анджелеса ритм-секции, играющей в стиле фанк. Кроме того, в этот же период она писала свою автобиографию под названием The Vehicle. В январе 2010 года Марселла Детройт приняла участие в 1-м сезоне шоу Popstar to Operastar на британском канале ITV, в котором со знаменитостями работали известные педагоги по оперному вокалу. На пятой неделе соревнований она дошла до полуфинала вместе с Ким Марш. По результатам голосования выяснилось, что у Детройт больше голосов, чем у Марш, поэтому Марселла заняла в общем зачёте третье место. От победителя сезона Дариуса Данеша Кэмпбелла Марселла Детройт отставала по голосам всего лишь на три процента. В этом же 2010 году певица выпустила сингл с песней «All is Forgiven», основанной на одной из ирландских молитв. В ноябре 2011 года у Детройт на iTunes вышел рождественский EP-альбом Happy Holiday, состоящий из классических каверов и двух оригинальных песен.
В мае 2012 года Марселла Детройт записала сингл с песней «Madison’s Light», посвящённой своей племяннице, которая умерла в возрасте 5 месяцев. Спустя пять месяцев после выхода сингла Детройт официально учредила некоммерческую благотворительную организацию The Madison Morr Foundation для нуждающихся детей. Также в 2012 году певица в числе многих других музыкантов участвовала в записи трибьют-альбома начинающей певице Наташе Анастази, которая погибла в автокатастрофе в 2005 году. Детройт вместе с группой вокалистов, включая австралийского футболиста Энтони Косту, спели песню «Yell Cut». Трибьют-альбом был выпущен в июне 2012 года. В августе 2012 года Детройт объявила о начале записи своего нового альбома и об участии в ней ударника Джеймса Гэдсона, а также о выступлении вместе с Гэдсоном в гастрольном туре, который был открыт 20 сентября 2012 года концертом в Ларго. Кроме этого, в сентябре 2012 года певица выпустила свой новый сингл «Love, Faith, and Hope». В ноябре 2012 года у Детройт вышел второй рождественский EP-альбом под названием Holiday 2012!!.
По сообщениям Марселлы Детройт альбом The Vehicle должны были выпустить в начале 2013 года, предположительно на День святого Валентина, но по каким-то причинам выпуск отложили и релиз состоялся 22 апреля 2013 года. Новые записи вышли на лейбле Right Recordings. Тур в поддержку альбома «The Vehicle» Jump Start Tour начался 28 апреля 2013 года в британском городе Милтон-Кинсе и продлился до начала мая, ещё несколько концертов под названием «The Vehicle» UK Tour состоялись в сентябре этого же года.
В 2015 году певица выпустила альбом Gray Matterz.

### 2019 — настоящее время: Воссоединение Shakespears Sister
В 2019 году произошло воссоединение дуэта Shakespears Sister, состоялись концерты, выпущен новый сингл «All the Queen’s Horses» и сборник Singles Party.

## Дискография
Марселла Детройт
- Marcella (1982)
- Jewel (1994)
- Feeler[англ.] (1996)
- Dancing Madly Sideways (2001)
- The Vehicle[англ.] (2013)
- For the Holidays[англ.] (2013)
- Gray Matterz (2015)
- Made In Detroit (2021)
- Gold (2021)

Marcy Levy Band
- Button Fly Blues